# 東万町
東万町（ひがしまんちょう）は、愛知県名古屋市中区の地名。

## 歴史

### 町名の由来
名古屋開府当時は二丁目町と称していたが、1661年（寛文元年）金剛寺門前の古松にちなんで松屋町と改称。1708年（宝永5年）、松姫（尾張藩主徳川綱誠の娘）の名を避け、万屋町と改称したものである。万屋町は当地が諸品商いの町民が多かったことによるという。東万町は伏見町筋から本町筋の間を指す。

### 沿革
- 1871年（明治4年）9月29日 - 万屋町の一部により、東万屋町として成立[1][4]。
- 1876年（明治9年） - 東万屋町が東万町と改称[5]。
- 1878年（明治11年）12月20日 - 名古屋区成立に伴い、同区東万町となる[5]。
- 1889年（明治22年）10月1日 - 名古屋市成立に伴い、同市東万町となる[5]。
- 1908年（明治41年）4月1日 - 西区成立に伴い、同区東万町となる[1]。
- 1944年（昭和19年）2月11日 - 栄区成立に伴い、同区東万町となる[1]。
- 1945年（昭和20年）11月3日 - 栄区廃止に伴い、中区東万町となる[1]。
- 1966年（昭和41年）3月30日 - 住居表示実施に伴い、丸の内二丁目に編入され消滅[1]。